# Burvagn
Burvagn (toponimo romancio; in tedesco Burwein, desueto) è una frazione del comune svizzero di Surses, nella regione Albula (Canton Grigioni).

## Storia
Piccolo insediamento agricolo attestato dal XVI secolo, dagli anni 1950 ospita quasi esclusivamente appartamenti per villeggiatura. Già frazione del comune di Cunter, il 1º gennaio 2016 è stato con questo accorpato agli altri comuni soppressi di Bivio, Marmorera, Mulegns, Riom-Parsonz, Salouf, Savognin, Sur e Tinizong-Rona per formare il nuovo comune di Surses.

## Monumenti e luoghi d'interesse

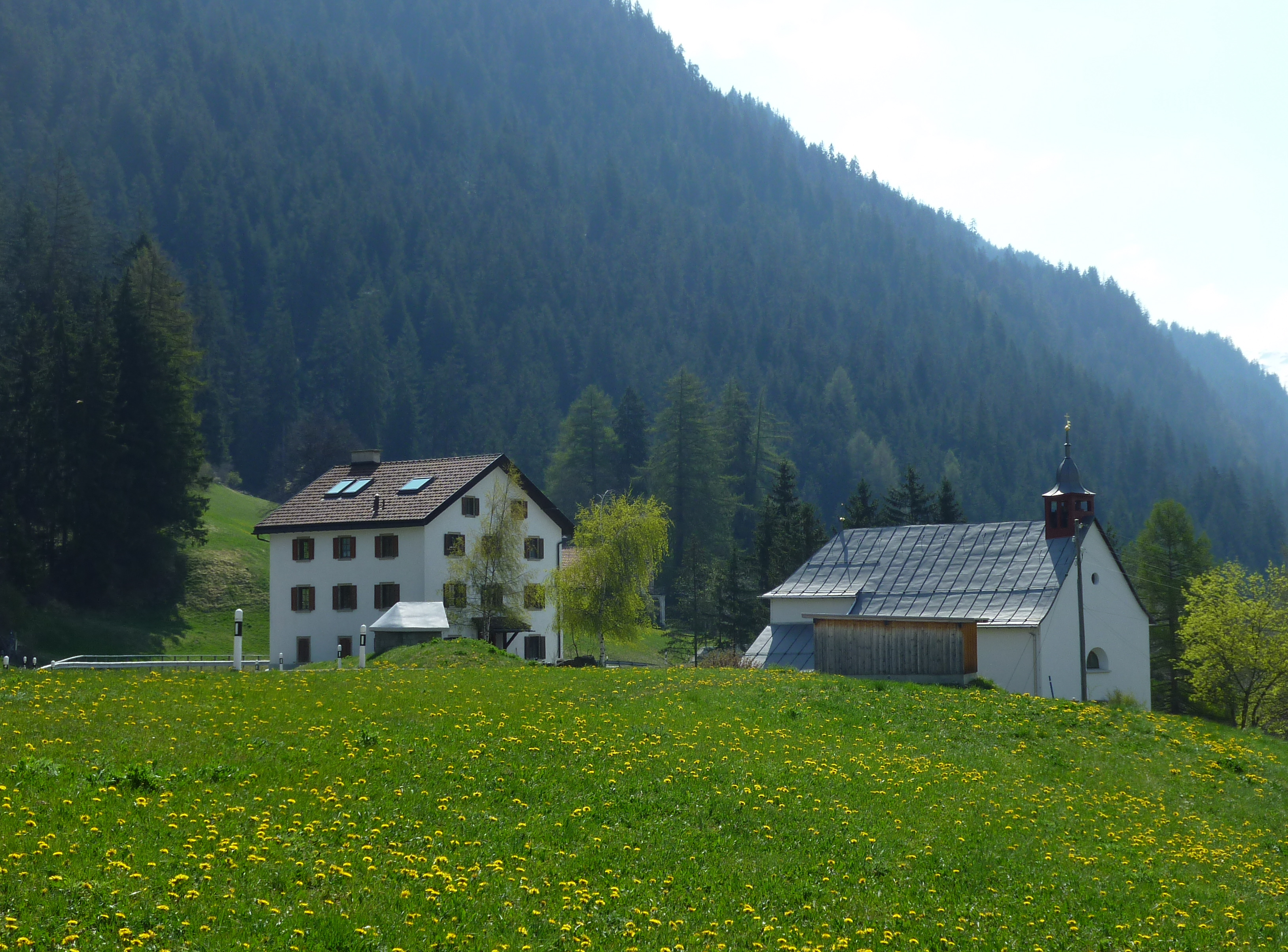
La cappella di San Valentino

- Cappella cattolica di San Valentino, attestata dal 1583 e ricostruita nel 1662[1];
- Diga di Burvagn, che forma l'omonimo lago.